# Suhozem, Plovdiv
Suhozem (în bulgară Сухозем) este un sat în comuna Kaloianovo, regiunea Plovdiv,  Bulgaria. 

## Demografie
Componența etnică a satului Suhozem
     Turci (5%)
     Bulgari (93,75%)
     Nicio identificare (1,25%)
     Altele (0%)
La recensământul din 2011, populația satului Suhozem era de 160 locuitori. Din punct de vedere etnic, majoritatea locuitorilor (93,75%) erau bulgari, cu o minoritate de turci (5%). Pentru 1,25% din locuitori nu este cunoscută apartenența etnică.